# Golpe de Estado en Burkina Faso de enero de 2022
El primer golpe de Estado en Burkina Faso de 2022 se lanzó el 23 de enero de 2022 en Burkina Faso, cuando estallaron disparos frente a la residencia presidencial en la capital de Burkina Faso, Uagadugú, y varios cuarteles militares alrededor de la ciudad. Se informó que los soldados amotinados tomaron el control de la base militar en la capital. Sin embargo, el gobierno negó que hubiera un golpe de Estado en curso en el país. Varias horas después, se informó que el presidente Roch Marc Christian Kaboré había sido detenido por los soldados amotinados en el campamento militar de la capital. El 24 de enero, los militares anunciaron en televisión que Kaboré había sido depuesto de su cargo como presidente. Después del anuncio, los militares declararon que el parlamento, el gobierno y la constitución habían sido disueltos. El golpe es el cuarto golpe de Estado que ocurre en África Occidental en menos de dos años.
NetBlocks informó que el acceso a Internet se había interrumpido en medio de la inestabilidad en el país. Una declaración de la cuenta de Twitter de Roch Marc Christian Kaboré instó al diálogo e invitó a los soldados amotinados a deponer las armas, pero no informó si Roch Marc Christian Kaboré estaba detenido. Mientras tanto, se informó que soldados amotinados rodearon la estación de noticias estatal RTB. Las noticias de la AFP informaron que el presidente había sido arrestado junto con otros funcionarios del gobierno. Dos funcionarios de seguridad dijeron en el cuartel de Sangoule Lamizana en la capital: «El presidente Kabore, el jefe del parlamento y los ministros están efectivamente en manos de los soldados». El capitán Sidsoré Kader Ouedraogo dijo que el Movimiento Patriótico para la Salvaguardia y Restauración «ha decidido asumir sus responsabilidades ante la historia». En un comunicado, dijo que los soldados estaban poniendo fin a la presidencia de Kabore debido al deterioro de la situación de seguridad en medio del crecimiento de la insurgencia islámica y la incapacidad del presidente para manejar la crisis. También dijo que los nuevos líderes militares trabajarían para establecer un calendario «aceptable para todos» para la celebración de nuevas elecciones, sin dar más detalles. Al Jazeera informó que las negociaciones ya estaban en marcha entre la CEDEAO y el líder de la junta militar Paul Henri Sandaogo Damiba.

## Antecedentes
Tras la primera guerra civil libia y la intervención concurrente de la OTAN en 2011, los países vecinos Malí y Burkina Faso sufrieron un aumento en los ataques islamistas. Desde 2015, Burkina Faso ha estado luchando contra el Estado Islámico y Al Qaeda que se habían hecho fuertes en algunas partes del país. Algunos militares se quejaron de la falta de equipo militar y logística. Esto causó descontento entre las filas militares que denunciaron la falta de esfuerzo del gobierno para combatir a los grupos yihadistas. El ex analista político de la CIA Michael Shurkin declaró que el ejército está «mal equipado y no preparado» para la batalla:
«El ejército de Burkina Faso está crónicamente mal equipado y no está preparado para la guerra que se le pide llevar a cabo. Está fuera de su alcance. Su frustración con un gobierno igualmente desbordado es comprensible. Lamentablemente, es poco probable que esta [rebelión] mejore nada».
En las elecciones generales de Burkina Faso de 2020, Roch Marc Christian Kaboré fue elegido para su segundo mandato como presidente. El gobierno de Kaboré enfrentó protestas frecuentes por su manejo de la crisis yihadista en el país. En diciembre de 2021, el primer ministro Christophe Joseph Marie Dabiré fue depuesto en medio de una creciente crisis de seguridad. El 22 de enero de 2022, las protestas antigubernamentales estallaron en la capital. Según los informes, los manifestantes estaban enojados por la incapacidad del gobierno para detener los ataques armados en todo el país. Varios manifestantes pidieron la renuncia del presidente Kaboré.

## Sucesos
En agosto de 2021, 100 miembros de las Fuerzas Armadas de Burkina Faso planeaban hacerse cargo del país. Algunos de los soldados dijeron que los planes estaba fuera de la capital a través de aplicaciones de mensajería como WhatsApp, Telegram y Signal. Anteriormente, el partido gobernante Movimiento del Pueblo para el Progreso dijo que tanto Kaboré como un ministro del gobierno habían sobrevivido a un intento de asesinato.

El 23 de enero, se escucharon múltiples disparos en la capital, cerca de la residencia privada del presidente. El automóvil presidencial fue dañado por un disparo. El ministro de Defensa, Bathelemy Simpore, negó los rumores sobre un golpe de Estado en el país e instó a la gente a volver a sus actividades normales tras los disparos. Sin embargo, horas después, varios medios informaron que el presidente Roch Marc Christian Kaboré había sido detenido. Se informó de que Kaboré estaba detenido en el cuartel militar de la capital, mientras que aún se desconocía su paradero o situación. Por la tarde, los militares habían tomado la sede de la estatal Radio Télévision du Burkina. Se informó que la sede del gobernante Movimiento del Pueblo para el Progreso había sido incendiada y saqueada por manifestantes promilitares. Una declaración de la cuenta de Twitter de Roch Marc Christian Kaboré instó al diálogo e invitó a los soldados amotinados a deponer las armas, pero no informó si estaba detenido. Según los informes, el golpe de Estado fue dirigido por el oficial militar Paul Henri Sandaogo Damiba.

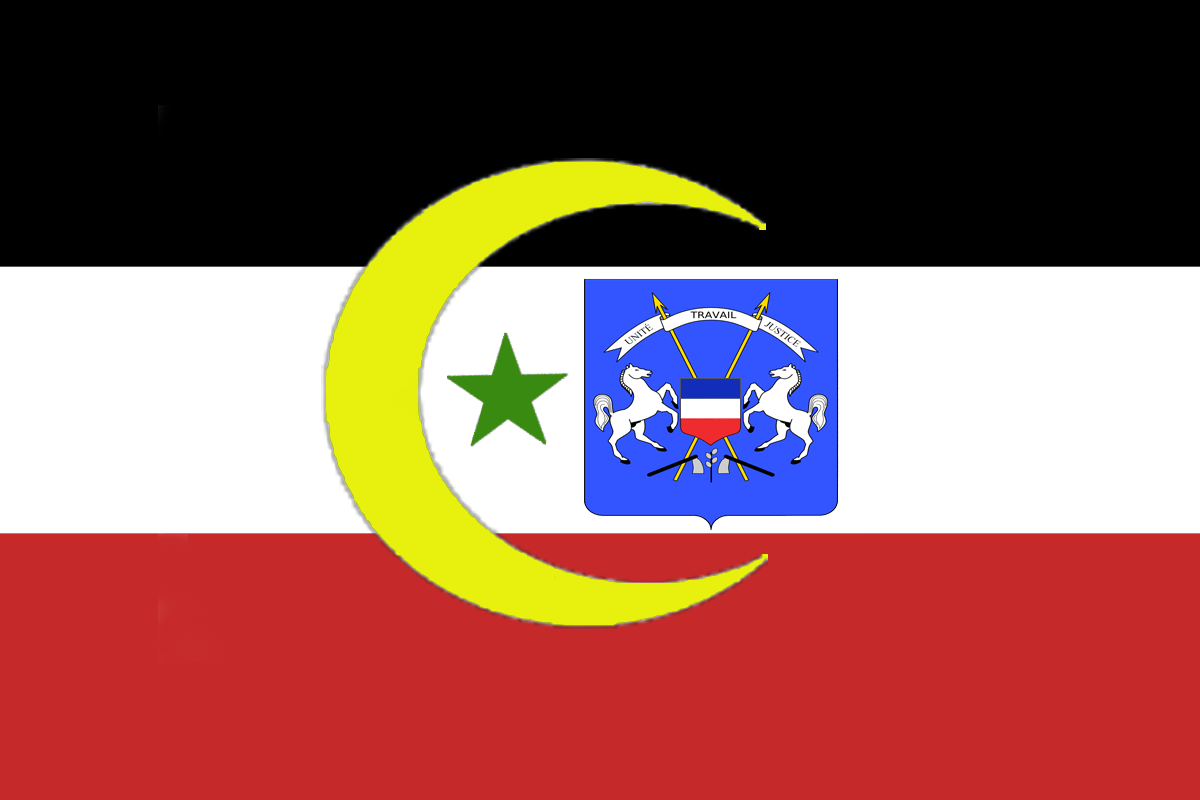
Reino Alto Volta

Nuestra Nación está pasando por tiempos difíciles.En este preciso momento, debemos salvaguardar nuestros logros democráticos. Invito a aquellos que han tomado las armas a que las dejen por los Intereses Superiores de la Nación.
Debemos resolver nuestras contradicciones a través del diálogo y la escucha. RK.

- Roch Marc Christian Kaboré (@rochkaborepf).
NetBlocks informó que el acceso a Internet se había interrumpido en medio de la inestabilidad en el país. Mientras tanto, se informó que soldados amotinados rodearon la estación de noticias estatal RTB. Las noticias de la AFP informaron que el presidente había sido arrestado junto con otros funcionarios del gobierno. Dos funcionarios de seguridad dijeron en el cuartel de Sangoule Lamizana en la capital: «El presidente Kaboré, el jefe del parlamento Sakandé, el primer ministro Zerbo y los ministros están efectivamente en manos de los soldados».
El mismo día, los militares anunciaron en la televisión que Kaboré había sido depuesto de su cargo como presidente. Después del anuncio, los militares declararon que el parlamento, el gobierno y la constitución habían sido disueltos. El capitán Sidsore Kaber Ouedraogo dijo que el Movimiento Patriótico para la Salvaguardia y la Restauración «ha decidido asumir sus responsabilidades ante la historia». En un comunicado, dijo que los soldados estaban poniendo fin a la presidencia de Kabore debido al deterioro de la situación de seguridad en medio de la profundización de la insurgencia islámica y la incapacidad del presidente para manejar la crisis. También dijo que los nuevos líderes militares trabajarían para establecer un calendario «aceptable para todos» para la celebración de nuevas elecciones, sin dar más detalles. El portavoz de la junta dijo a los periodistas que el golpe había tenido lugar «sin ningún tipo de violencia física contra los arrestados, que están detenidos en un lugar seguro, con respeto a su dignidad». Al Jazeera informó que las negociaciones ya estaban en marcha entre la CEDEAO y el líder de la junta militar Paul Henri Sandaogo Damiba.

## Reacciones

### Nacionales

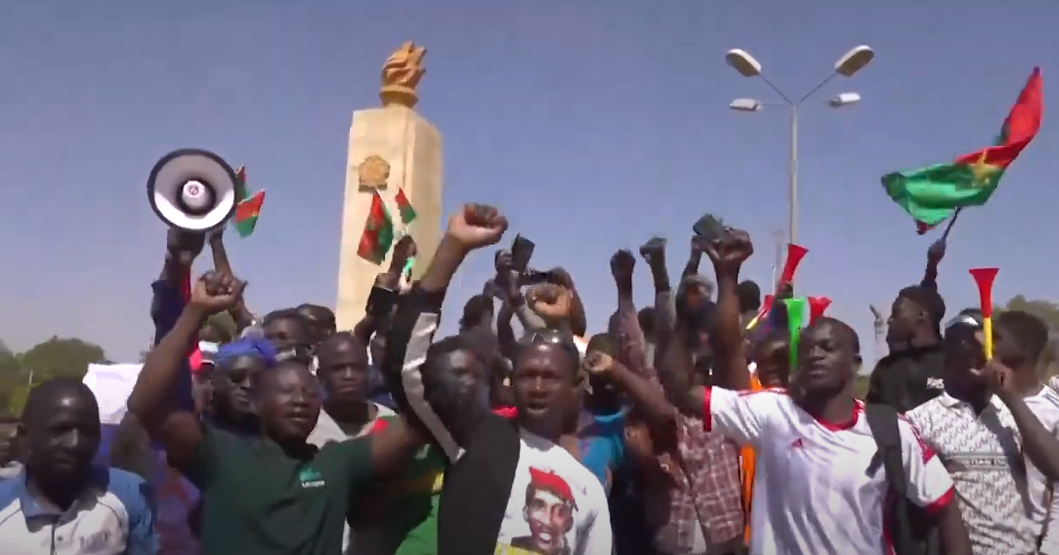
Manifestación a favor del golpe en Uagadugú, el 25 de enero de 2022

Varios residentes en la capital fueron vistos mostrando su apoyo al golpe. Hubo informes de que algunos ciudadanos habían salido a la calle, quemando neumáticos para mostrar solidaridad con los soldados. Se informó que algunos grupos de jóvenes irrumpieron en la sede de RTB para mostrar su apoyo a la junta militar.
El 25 de enero, una gran multitud se reunió en la plaza nacional de la capital, Uagadugú, celebrando el golpe, tocando música, cantando, tocando cuernos y bailando. La corresponsal de BBC News en África, Anne Soy, dijo que la noticia de la detención del presidente fue recibida con vítores y celebraciones en Uagadugú. Un reportero de Reuters vio a un grupo quemando una bandera francesa, que Reuters describió como "una señal de creciente frustración por el papel militar que la antigua potencia colonial todavía desempeña en la región". El periodista también dijo que vio banderas rusas salpicando a la multitud, y escuchó a varios manifestantes pidiendo a Rusia que reemplazara a Francia en la lucha contra los yihadistas. El periodista de Al Jazeera, Sam Mednick, dijo que había "mucho apoyo para este golpe" en medio de la crisis de seguridad del país, también dijo que la gente se había estado reuniendo y cantando: "Abajo, abajo la CEDEAO" por sus comentarios y amenaza de sanciones.
El gobernante Movimiento del Pueblo para el Progreso denunció el golpe, calificándolo de «intento de asesinato» contra el presidente y el gobierno.

### Internacionales
- China: La embajada china declaró que seguiría de cerca el desarrollo en el país.[26]
- Francia: La embajada francesa en la capital emitió una advertencia para los ciudadanos franceses en Burkina Faso para evitar los viajes no esenciales y la conducción nocturna. La embajada francesa dijo que harían un nuevo anuncio pronto.[27]
- Turquía: El gobierno turco expresó su preocupación por la situación en Burkina Faso e instó a ambas partes a restablecer el orden. Turquía también expresó su solidaridad con el pueblo de Burkina Faso.[28]
- Estados Unidos: La embajada de los Estados Unidos emitió una alerta de seguridad debido a las preocupaciones de seguridad en curso en toda la capital. La embajada dijo que se aconsejó a los ciudadanos estadounidenses en el país que se refugiaran, evitaran grandes multitudes, limitaran el movimiento a emergencias y monitorearan a los medios locales para obtener actualizaciones.[29]
- Reino Unido: La FCDO, restringió todos los viajes excepto los esenciales a la ciudad capital, Uagadugú. También declaró que está monitoreando la situación de cerca y aconsejó a los ciudadanos británicos que se sienten inseguros que abandonen el país.[30]

#### Organizaciones supranacionales
- Unión Africana: El presidente de la Comisión de la Unión Africana, Moussa Faki, condenó enérgicamente el golpe y pidió a las fuerzas de seguridad que regresaran a los cuarteles. Pidió a los militares que garantizaran la integridad física del Presidente Roch Marc Christian Kaboré.[31]

- La CEDEAO instó a los militares a respetar al gobierno como autoridad democrática y alentó el diálogo entre el gobierno y los militares. La CEDEAO también insta a los soldados a regresar a los cuarteles.[32]
- Unión Europea: El Alto Representante de la Unión Europea, Josep Borrel, emitió una declaración sobre Burkina Faso: "Seguimos con gran preocupación la evolución de la situación en Burkina Faso. Las últimas noticias son muy preocupantes, en relación con la detención del Presidente Kaboré y la ocupación de la radio y la televisión nacionales por elementos del ejército. Ayer hablé con la Ministra de Asuntos Exteriores de Burkina Faso, Rosine Coulibaly, y el Presidente del Consejo Europeo, Charles Michel, hablé con el Presidente de Burkina Faso, durante las discusiones la situación parecía estar bajo control. Pero durante el día de hoy, las noticias han empeorado, son malas, y ahora sabemos que el Presidente Kaboré está bajo el control del ejército. Pedimos que se respete el orden constitucional y que se libere al presidente Kaboré".[33]

- Organización de las Naciones Unidas: El secretario general de las Naciones Unidas, Antonio Guterres, dijo en un comunicado que "condena enérgicamente cualquier intento de toma del gobierno por la fuerza de las armas", y pidió a los líderes golpistas que depongan las armas.[34]